# Malostranské nábřeží
Malostranské nábřeží na Malé Straně v Praze prochází u levého břehu Vltavy od mostu Legií až k ulici U Sovových mlýnů na ostrově Kampa. Název dostalo v roce 1905, do té doby bylo bez názvu. V letech 1887–1888 tu pražský podnikatel Jindřich Jechenthal dal postavit blok obytných domů, čp. 558/1 a 563/3. Stavbu provedl významný český architekt, pedagog a restaurátor Josef Schulz (1840–1917).
V roce 2009 u břehu instalovali sochu Harmonie britského sochaře Kaivalya Torphy inspirovanou učením indicko-amerického myslitele a duchovního učitele Šrí Činmoje.

## Budovy, firmy a instituce
- restaurace Pastař – Malostranské nábřeží 1[5]
- kavárna Bella Vida Café – Malostranské nábřeží 3[6]